# Malleus (geslacht)
Malleus is een geslacht van tweekleppigen uit de familie van de Malleidae.

## Soorten
- Malleus albus Lamarck, 1819
- Malleus anatinus (Gmelin, 1791)
- Malleus candeanus (d'Orbigny, 1853)
- Malleus daemoniacus Reeve, 1858
- Malleus legumen Reeve, 1858
- Malleus malleus (Linnaeus, 1758)
- Malleus meridianus Cotton, 1930
- Malleus regula (Forsskål in Niebuhr, 1775)